# 8D-probleemoplosmethode
8D is een probleemoplosmethode die uit acht fasen bestaat. Ook wordt deze methode wel 8D, 8-D Problem Solving, G8D of Global 8D genoemd (Engels: Eight Disciplines Problem Solving).
De 8D-methode wordt vooral gebruikt door kwaliteitmedewerkers om gestructureerd de oorzaak van een probleem te vinden en om een probleem op te lossen. Ook wordt de methode gebruikt om product- of procesverbeteringen door te voeren. De 8D-methode mobiliseert de kennis en kunde van een team en richt de aandacht op het voorkomen van het probleem.

## Processtappen
De 8D-methode bestaat uit de opeenvolgende processtappen:
- D1: Team samenstellen. Om alle aanwezige kennis en kunde te mobiliseren is het belangrijk een multidisciplinair team samen te stellen.
- D2: Beschrijf probleem. Het probleem dient, vanuit het gezichtspunt van de probleemhouder, zo objectief en eenduidig mogelijk te worden beschreven.
- D3: Los probleem tijdelijk op. Soms is het noodzakelijk om zeer snel een probleem op te lossen. Het vinden van de beste oplossing is dan van latere zorg.
- D4: Spoor oorzaak op. Alvorens een definitieve oplossing door te voeren, is het noodzakelijk om de oorzaak van het probleem te weten. Hiervoor kunnen verschillende oorzaakvindmethodieken gebruikt worden (ishikawa- of visgraatdiagram en wie, wat, wanneer, waarom en waardoor).
- D5: Vind de oplossing. Als de oorzaak van het probleem eenmaal bekend is, dan kan gericht gezocht worden naar de beste oplossing. Ook hier kunnen verschillende oplosmethodieken gebruikt worden. (Morfologisch overzicht, Waardeanalyse, Constructieprincipes en Creativiteitstechnieken.)
- D6: Implementeer oplossing. Als de definitieve oplossing eenmaal bekend is, dan volgt in deze fase de realisatie ervan.
- D7: Voorkom probleem. Meestal zijn er aanvullende maatregelen noodzakelijk om het ontstaan van soortgelijke problemen in de toekomst te voorkomen.
- D8: Beloon het team. De laatste en mogelijk wel de belangrijkste stap in de  8D methodiek is het belonen van het team.

## 8D-sjablonen
Veel bedrijven gebruiken in het 8D-probleemoplosproces een invulsjabloon, ook wel het 8D-formulier genoemd. Het kenmerk van deze sjabloon is dat die het proces stuurt en tevens ervoor zorgt dat het proces goed gedocumenteerd wordt.

## Geschiedenis
De 8D-methode werd voor het eerst toegepast in de Verenigde Staten, gedurende de Tweede Wereldoorlog, in de vorm van een Military Standard 1520: “Corrective action and disposition system for nonconforming material”. In de jaren zestig en zeventig is de 8D-methode verheven tot een standaard om problemen gestructureerd op te lossen.
De 8D-methode is vooral door Ford, in de vorm van een  “Team Oriented Problem Solving” of TOPS (team-georiënteerd probleemoplosproces), gepromoot. Aan het eind van 1990 beschreef Ford een verder ontwikkelde standaard, de "Global 8D" (G8D), die sindsdien door Ford en gaandeweg veel andere bedrijven in de auto-industrie toepassing heeft gevonden. De 8D-methode wordt ook als communicatiemiddel tussen de bedrijven onderling gebruikt. Op deze manier is het probleemoplosproces transparant en kan het in de gehele productieketen worden toegepast.
Als een uitvloeisel van het lean manufacturing-principe wordt de 8D-methode ook in de voedsel- en medische industrie toegepast.